# Erik Dyreborg
Erik Dyreborg (født 20. januar 1940 - 12. november 2013) var en dansk landsholdsspiller i fodbold.
Erik Dyreborg fik sin fodboldopdragelse i Boldklubben Frem, og blev rykket op på klubbens førstehold i 1958, hvor klubben sluttede som DM toer efter Vejle Boldklub. Tre år senere skiftede han til Næstved IF da han skulle være soldat i Næstved.
Erik Dyreborg var som blot 17-årig efter sæsonafslutningen i den danske 1. division på træningsophold i et par måneder hos Manchester United frem til julen 1957. Mindre end to måneder efter blev otte af holdets spillere fra dræbt ved flyulykken på München-Riem lufthavnen i forbindelse med en mellemlanding efter en Europa Cup-kampen i Beograd. Erik Dyreborg havde blandt andet lært to af de senere omkomne Duncan Edwards og Tommy Taylor at kende under sit træningsophold.
Tre år senere var Erik Dyreborg den sidste af de ni spillere, der oprindeligt var gået ombord i De Havilland-flyet, som styrtede vid Flykatastrofen ved Kastrup 16. juli 1960, men han var blevet bedt om at tage plads i et andet mindre fly med plads til fire passagerer. Eftersom DBUs generalsekretær, Erik Hylstrup, ville have to tasker med spillerudstyr med på den først afgående maskine. Dette blev Dyreborg redning, da otte danske topspillere omkom ved det større flys styrt.
Der gik yderligere seks år, inden Erik Dyreborg i en alder af 26 år fik sin debut på landsholdet i en landsholdskarriere, der skulle begrænse sig til seks landskampe på kun seks måneder i 1967, men hvor det blev til hele otte mål.
De mange mål i få kampe tilskrives naturligvis hans helt specielle indsats i landskampen på udebane mod Norge 24. september 1967, hvor han formåede at score alle mål i sejren på 5-0. Efter de seks landskampe kaldte udlandet, nærmere bestemt Boston Beacons i USA og senere HS Haag i Holland, men som professionel var han udelukket fra landsholdet. Han sluttede sin aktive karriere med to år i Avesta AIK i den svenske 2. division, og to turneringskampe for Næstved IF i 1972, året da Næstved vandt sit første medaljesæt, det blev bronze; hans sidste kamp var d. 10. september 1972 i Hjørring, i en pokalkamp for Næstved IF.
Dyreborg døde i 2013 i en alder af 73 år.